# 5442 Дроссарт
5442 Дроссарт  (5442 Drossart) — астероїд головного поясу, відкритий 12 липня 1991 року.
Тіссеранів параметр щодо Юпітера — 3,288.